# Amanda Blake
Amanda Blake, eigentlich Beverly Louise Neill (* 20. Februar 1929 in Buffalo, New York; † 16. August 1989 in Sacramento, Kalifornien), war eine US-amerikanische Schauspielerin.

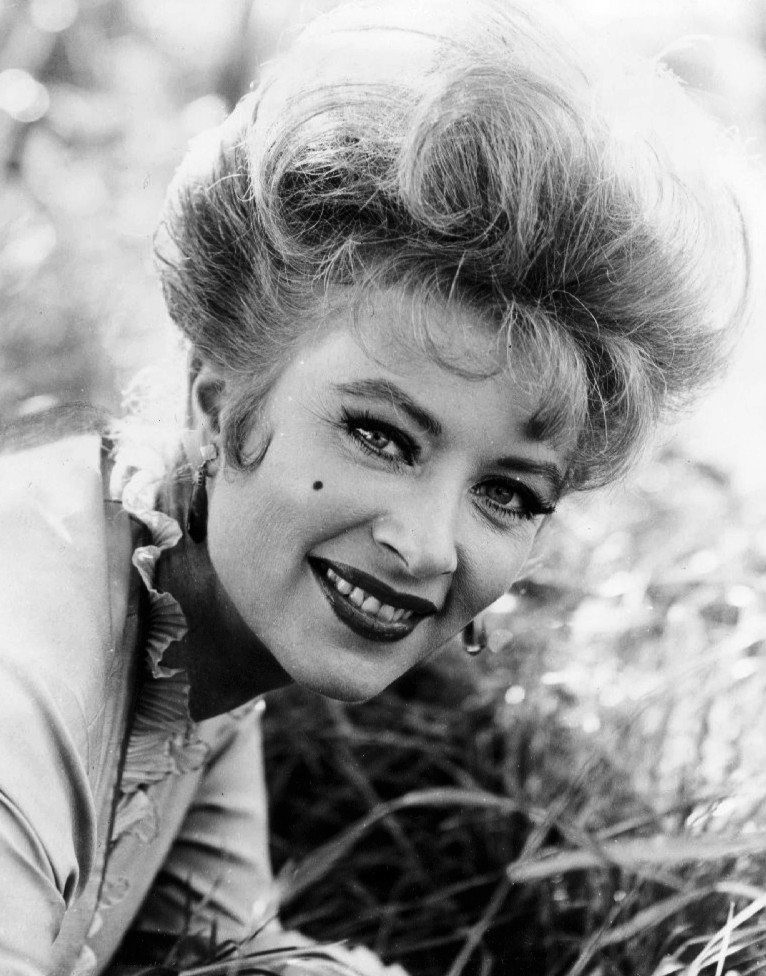
Amanda Blake in Rauchende Colts

## Leben
Amanda Blake war das einzige Kind von Jesse Neill und seiner Frau Louise, geb. Puckett. Ihr Vater arbeitete in einer Bank, und sie als Telefonistin, bis sie Schauspielerin wurde. Sie unterschrieb einen Filmvertrag bei Metro-Goldwyn-Mayer und drehte dort ihre ersten Kinofilme. Zwar erhielt sie einige Hauptrollen und größere Nebenrollen, wurde aber nie zu einem großen Kinostar.
Neben James Arness und Ken Curtis war Blake ab 1955 einer der Hauptdarsteller in der Westernserie Rauchende Colts (Gunsmoke). Sie spielte dort die Rolle der Saloonbesitzerin Kathleen Russell, genannt Miss Kitty. Nach ihrem Ausscheiden aus der Serie im Jahr 1974 wirkte sie in den Serien Love Boat und Hart aber herzlich als Gaststar mit, später auch in dem Gunsmoke-Film Auf Leben und Tod.
Sie setzte sich für Tierrechte ein und wurde – obwohl starke Raucherin – eine Sprecherin der American Cancer Society, nachdem sie an einer Form von Mundkrebs erkrankte. Sie heiratete fünfmal und lebte zuletzt auf einer Farm in der Nähe von Galt in Kalifornien. Am 16. August 1989 starb sie im Alter von 60 Jahren in Sacramento, geschwächt durch eine HIV-Infektion, an ihrer Krebserkrankung.
Im Jahr 1997 wurde das Amanda Blake Memorial Wildlife Refuge in Rancho Seco Park in Herald, Kalifornien eröffnet.

## Filmografie (Auswahl)
- 1950: Stars in My Crown
- 1950: Die Venus verliebt sich (Duchess of Idaho)
- 1950: Counterspy Meets Scotland Yard
- 1951: Smuggler’s Gold
- 1951: Sunny Side of the Street
- 1952: Der rote Engel (Scarlet Angel)
- 1952: Cattle Town
- 1953: Lili
- 1953: Jagdstaffel z.b.V. (Sabre Jet)
- 1954: About Mrs. Leslie
- 1954: Ein neuer Stern am Himmel (A Star Is Born)
- 1954: Die Tochter des Kalifen (The Adventures of Hajji Baba)
- 1954: Miss Robin Crusoe
- 1955: Der gläserne Pantoffel (The Glass Slipper)
- 1955: High Society
- 1955–1974: Rauchende Colts (Gunsmoke, Fernsehserie, 554 Folgen)
- 1956: Alfred Hitchcock Presents (Alfred Hitchcock Presents, Fernsehserie, eine Folge)
- 1979: Love Boat (The Love Boat, Fernsehserie, eine Folge)
- 1983: Hart aber herzlich (Hart to Hart, Fernsehserie, eine Folge)
- 1987: Rauchende Colts: Auf Leben und Tod (Gunsmoke: Return to Dodge, Fernsehfilm)
- 1988: Der Preis des Erfolges (The Boost)
- 1988: B.O.R.N.
- 1989: Polizeibericht (Dragnet, Fernsehserie, eine Folge)